# Eleição parlamentar na Venezuela em 2000
A eleição parlamentar venezuelana de 2000 ocorreu em 30 de junho de forma simultânea às eleições presidenciais daquele mesmo ano. Neste escrutínio, o eleitorado voltou às urnas para renovar a totalidade dos membros da Assembleia Nacional. 
Nesta oportunidade foram eleitos 165 deputados, 42 a menos que nas eleições de 1998. Tal mudança deve-se ao fato de que após a promulgação da atual Constituição venezuelana de 1999, o parlamento venezuelano passou a organizar-se sob o regime unicameral, o que acarretou na extinção do Senado venezuelano e em uma diminuição no número de representantes legislativos eleitos para a Assembleia Nacional, antes composta por 207 deputados.

## Resultados eleitorais
| Resultados eleitorais após 100% dos votos apurados |                                                               |            |       |          |     |
| Partido                                            | Partido                                                       | Votos      | %     | Cadeiras | +/– |
|                                                    | Movimento V República (MVR)                                   | 1.977.992  | 44,38 | 92       | 57  |
|                                                    | Ação Democrática (AD)                                         | 718.148    | 16,11 | 33       | 28  |
|                                                    | Projeto Venezuela (PV)                                        | 309.168    | 6,94  | 6        | 14  |
|                                                    | Comitê de Organização Política Eleitoral Independente (COPEI) | 227.349    | 5,10  | 6        | 20  |
|                                                    | Movimento ao Socialismo (MAS)                                 | 224.170    | 5,03  | 6        | 18  |
|                                                    | Primeiro Justiça (PJ)                                         | 196.787    | 4,41  | Novo     | 5   |
|                                                    | Causa Radical (LCR)                                           | 109.900    | 2,47  | 3        | 2   |
|                                                    | Pátria Para Todos (PPT)                                       | 101.246    | 2,24  | Novo     | 1   |
|                                                    | Demais partidos                                               | 146.773    | 3,29  | 13       | 12  |
| Total de votos válidos                             | Total de votos válidos                                        | 4.457.296  | 67,96 | 165      | 42  |
| Votos inválidos (brancos e nulos)                  | Votos inválidos (brancos e nulos)                             | 2.101.850  | 32,04 | –        | –   |
| Total de votos registrados                         | Total de votos registrados                                    | 6.559.146  | 56,03 | –        | –   |
| Eleitorado apto a votar                            | Eleitorado apto a votar                                       | 11.705.702 | 100   | –        | –   |